# Typhochlaena seladonia
Typhochlaena seladonia – gatunek pająka z rodziny ptasznikowatych (Theraphosidae). Został opisany w 1841 roku przez C.L. Kocha. Występuje w Brazylii. Ze względu na jasne oraz kolorowe ubarwienie można bardzo łatwo go rozpoznać w hodowlach. Ptasznik średniej wielkości, samice dorastają średnio do około 4 cm długości ciała (bez odnóży), samce są nieco mniejsze i smuklejsze, mierzą zwykle około 3 cm. Mają słaby jad, ale zazwyczaj są spokojne, przez co nie stanowią dużego zagrożenia.